# Saganten
Saganten is een bestuurslaag in het regentschap Cianjur van de provincie West-Java, Indonesië. Saganten telt 9114 inwoners (volkstelling 2010).